# Psychotria peteri
Psychotria peteri är en måreväxtart som beskrevs av Ernest Marie Antoine Petit. Psychotria peteri ingår i släktet Psychotria och familjen måreväxter. Inga underarter finns listade i Catalogue of Life.